# 埃爾姆鎮區 (北達科他州格蘭特縣)
埃爾姆鎮區（英語：Elm Township）是位於美國北達科他州格蘭特縣的一個鎮區。

## 地方資料
埃爾姆鎮區的面積為90.00平方千米，皆為陸地。根據2020年美國人口普查的數據，當地共有人口54人，而人口密度為每平方千米0.6人。